# Công Đa
Công Đa là một xã thuộc huyện Yên Sơn, tỉnh Tuyên Quang, Việt Nam.
Xã Công Đa có diện tích 48,62 km², dân số năm 1999 là 2556 người, mật độ dân số đạt 53 người/km².

## Vi phạm về môi trường

### 206

#### Quặng tặc ở Tuyên Quang
Theo phản ánh của người dân địa phương, có một nhóm "quặng tặc" hoạt động công khai tại thôn Khuôn Bén xã Công Đa huyện Yên Sơn (Tuyên Quang) dùng máy xúc và ô tô khai thác vận chuyển số lượng lớn quặng pazit (Baryt) đi tiêu thụ. Ngày 17/3, tổ công tác của Sở Tài nguyên Môi trường tỉnh tới khu vực khai thác quặng thu giữ được số quặng, còn các phương tiện như ô tô, máy móc 2 máy xúc và 1 giàn sàng tuyển quặng cỡ lớn thì lại không tịch thu.